# Samantha (chanteuse)
Pour l’article ayant un titre homophone, voir Samantha.
Samantha, nom de scène de Christiane Bervoets, née le 10 mai 1948 à Borgerhout  (Anvers) et morte le 17 novembre 2023 à Zwijndrecht (province d'Anvers), est une chanteuse belge. Elle est connue pour avoir interprété la chanson Eviva España, en 1971.

## Biographie
En 1967, Samantha commence sa carrière à la télévision sur la chaine nationale d’expression néerlandaise (flamande) BRT.
En 1970, elle sort son premier disque intitulé Helicopter US Navy 66.
En 1971, elle chante Eviva España, notamment en néerlandais (mais aussi en français même si le titre a été repris dans cette langue par Georgette Plana),. C'est un énorme succès, vendu à plus de 40 millions d'exemplaires et adapté en plusieurs langues.
Elle souffre à la fin de sa vie d'une sclérose en plaques, doit rester assise sur un fauteuil roulant et vivre dans un établissement de soins. Elle meurt à 75 ans le 17 novembre 2023,.

## Discographie
- De Zwaluw (S, 1967)
- Vakantiedroom (S, 1969)
- Net als een jongen (S, 1969)
- Helicopter U.S. Navy 66 (S, 1970)
- Arizona Man (S, 1970)
- Hey, Mr. Caddilac (S, 1971)
- Eviva España (S, Basart, 1971)
- Feest by Don José (S, 1972)
- Yamaho, Yahmahé (S, 1972)
- Oh Suzanna (S, 1973)
- Nachten van Parijs (S, 1973)
- Ibiza (S, 1974)
- Ik hou van jou (S, 1974)
- Ik verlang naar jou (S, 1975)
- Casino de Paris (S, 1975)
- Lieve blauwe zwaluw (S, 1975)
- Eviva Samantha (LP, 197?)
- Was ik maar in spanje geboren (S, 1976)
- Enrico (S, 1977)
- Tikke-takke tango (S, Monopole, 1978)
- In España (S, 1982)
- Domenico (S, 1983)
- Vanavond (S, 1985)
- Niet met mij (S, 1988)
- Zon en amore (S, 1989)
- Eviva España - new version (S, 1989)
- Het beste van Samantha (CD, 1995)
- Een leven vol muziek (S, 2008)
- Verrassend Anders (CD, 2009)